# 奈須きのこ (小惑星)
奈須きのこ（なすきのこ、英語: 54563 Kinokonasu）は、小惑星帯を公転している普遍的な小惑星の一つである。

## 概要
奈須きのこは小惑星帯内を公転している小惑星の一つで、2000年8月31日に、グッドリック・ピゴット天文台で観測を行ったロイ・A・タッカーによって発見された。軌道長半径は3.117 au（約4億6630万 km）で、軌道離心率は0.19、黄道面に対する軌道傾斜角は約11.9度。直径は約11.5 km程度で、8時間余りの周期で自転している。どのスペクトル分類に属するかは分かっていないが、Lightcurve Database (LCDB) ではC型小惑星であると仮定されている。発見されたのは2000年だが、それ以前に少なくとも15回観測されていたことが判明している。

## 名称
発見時に与えられた仮符号は 2000 QJ147。固有名の Kinokonasu は、発見者であるタッカーが『月姫』、『Fate/stay night』、『空の境界』などの有名な著作を持つ作家の奈須きのこに敬意を表して申請したもので、2018年3月31日に小惑星センターから発行された小惑星回報「M.P.C 109632」にて正式に承認・命名された。